# Tamás Faragó
Tamás Faragó (ur. 5 sierpnia 1952 w Budapeszcie) – węgierski piłkarz wodny i trener. Trzykrotny medalista olimpijski.
Na igrzyskach startował trzy razy (1972-1980) i za każdym razem zdobywał medale – po jednym w każdym kolorze. Dwukrotnie był mistrzem Europy (1974 i 1977), wielokrotnie sięgał po mistrzostwo Węgier. Grał także w Niemczech i Włoszech. W 1993 został przyjęty do International Swimming Hall of Fame.
Przez wiele lat był trenerem kobiecej reprezentacji Węgier.